# Суперлига Б 2004/2005
Чемпионат России по баскетболу в дивизионе Б Суперлиги сезона 2004/2005 прошёл с 9 октября 2004 года по 26 мая 2005 года и стал пятым розыгрышем мужской баскетбольной Суперлиги Б. С сезона 2004/05 в Суперлигу Б было решено допустить фарм-клубы команд Суперлиги А (без права повышения в классе), хотя не все клубы Суперлиги А этим правом воспользовались.
В розыгрыше приняли участие 16 команд: 8 клубов, игравших в Суперлиге Б в предыдущем сезоне, «Дизелист» из Маркса Саратовской области (победивший в высшей лиге в предыдущем сезоне), «Стандарт» из Тольятти, саратовский «Автодор», ставший фарм-клубом санкт-петербургского «Динамо» (которое возникло после переезда прежнего «Автодора», выступавшего в Суперлиге А), а также дублирующие составы пяти клубов Суперлиги А. «Старый Соболь» из Нижнего Тагила в сезоне 2004/05 являлся фарм-клубом екатеринбургского «Евраза». В рамках чемпионата все команды сыграли друг с другом по 4 игры (по 2 игры дома и в гостях спаренными матчами).

## Положение команд
| Место | Команда                              | И  | В  | П  | О   | Р/О       | Ср. Р/О   |
| ----- | ------------------------------------ | -- | -- | -- | --- | --------- | --------- |
| 1     | Спартак-Приморье (Владивосток)       | 60 | 51 | 9  | 111 | 5018—4166 | 83,6—69,4 |
| 2     | Енисей (Красноярск)                  | 60 | 46 | 14 | 106 | 5310—4864 | 88,5—81,1 |
| 3     | Химки-2 (Московская область)         | 60 | 45 | 15 | 105 | 5239—4582 | 87,3—76,4 |
| 4     | Металлург-Университет (Магнитогорск) | 60 | 43 | 17 | 103 | 5550—5000 | 92,5—83,3 |
| 5     | УНИКС-2 (Казань)                     | 60 | 38 | 22 | 98  | 4887—4533 | 81,5—75,6 |
| 6     | Стандарт (Тольятти)                  | 60 | 38 | 22 | 98  | 5212—4835 | 86,9—80,6 |
| 7     | ЦСК ВВС-2 (Самарская область)        | 60 | 32 | 28 | 92  | 4968—4948 | 82,8—82,5 |
| 8     | Дизелист (Маркс)                     | 60 | 29 | 31 | 89  | 4862—4666 | 81,0—77,8 |
| 9     | ТЕМП-СУМЗ (Ревда)                    | 60 | 29 | 31 | 89  | 4780—4851 | 79,7—80,9 |
| 10    | Автодор (Саратов)                    | 60 | 29 | 31 | 89  | 4769—4800 | 79,5—80,0 |
| 11    | Буревестник (Киров)                  | 60 | 28 | 32 | 88  | 4966—4979 | 82,8—83,0 |
| 12    | Динамо-2 (Москва)                    | 60 | 26 | 34 | 86  | 4842—4735 | 80,7—78,9 |
| 13    | ЛенВО (Санкт-Петербург)              | 60 | 19 | 41 | 79  | 4751—5181 | 79,2—86,4 |
| 14    | Союз (Заречный)                      | 60 | 19 | 41 | 79  | 4571—4892 | 76,2—81,5 |
| 15    | Старый Соболь-ЕВРАЗ (Нижний Тагил)   | 60 | 8  | 52 | 68  | 3993—5509 | 66,6—91,8 |
| 16    | Сибирьтелеком-2 (Новосибирск)        | 60 | 0  | 60 | 12  | 982—2159  | 81,8—99,9 |

- «Спартак-Приморье» завоевал путёвку в Суперлигу А на следующий сезон.
- «Сибирьтелеком-2» снялся с турнира после 12 сыгранных матчей. Во всех оставшихся играх ему засчитаны технические поражения со счётом 0:20.
- БК ЛенВО в следующем сезоне выступал в высшей лиге А.
- Саратовский «Автодор» в следующем сезоне выступал в высшей лиге Б.